# Matemática egipcia

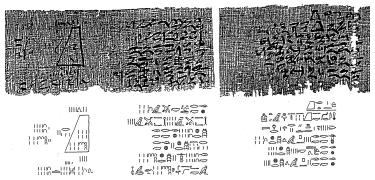
Papiro de Moscú.

La matemática egipcia es la matemática desarrollada en el Antiguo Egipto o escrita en las lenguas egipcias. Constituyeron la rama de la ciencia que más se desarrolló en el Antiguo Egipto. Desde el periodo helenístico, el griego sustituyó al egipcio como el lenguaje escrito de los escolares egipcios y desde ese momento las matemáticas egipcias se fundieron con las griegas y babilónicas para dar lugar a la matemática helénica. El estudio de las matemáticas en Egipto continuó más tarde bajo el influjo árabe como parte de las matemáticas islámicas, cuando el árabe se convirtió en el lenguaje escrito de los escolares egipcios.
El texto matemático más antiguo descubierto es el papiro de Moscú, que data del Imperio Medio de Egipto, hacia el 2000-1800 a. C. Como muchos textos antiguos, consiste en lo que hoy se llaman problemas con palabras o problemas con historia, que tienen la intención aparente de entretener. Se considera que uno de los problemas es de particular importancia porque ofrece un método para encontrar el volumen de un tronco: «Si te dicen: una pirámide truncada [de base cuadrada] de 6 de altura vertical, por 4 en la base [base inferior] y 2 en lo alto [base superior]. Haces el cuadrado de 4 y resulta 16. Doblas 4 y resulta 8. Haces el cuadrado de 2 y resulta 4. Sumas el 16, el 8 y el 4 y resulta 28. Tomas un tercio de 6 y resulta 2. Tomas 28 dos veces y resulta 56. Mira, es 56. Encontrarás lo correcto.» Otro conjunto de reglas presente en el papiro es para determinar el volumen de una esfera.
El papiro de Rhind (hacia 1650 a. C.) es otro texto matemático egipcio fundamental, un manual de instrucciones en aritmética y geometría. En resumen, proporciona fórmulas para calcular áreas y métodos para la multiplicación, división y trabajo con fracciones unitarias. También contiene pruebas de otros conocimientos matemáticos, incluyendo números compuestos y primos, media aritmética, geométrica y armónica, y una comprensión simple de la criba de Eratóstenes y la teoría de números perfectos (a saber, del número 6). El papiro también muestra cómo resolver ecuaciones lineales de primer orden, así como series aritméticas y series geométricas.
Además, tres elementos geométricos del papiro de Rhind sugieren los rudimentos de la geometría analítica: cómo obtener una aproximación de {\displaystyle \pi } con un error menor del 1%[cita requerida]; un antiguo intento de cuadrar el círculo; y el uso más antiguo conocido de un tipo de cotangente. El papiro también anuncia «Reglas para estudiar la naturaleza y para comprender todo lo que existe, todo misterio, todo secreto.»
Finalmente, el papiro de Berlín (hacia 1300 a. C.) muestra que los antiguos egipcios podían resolver una ecuación cuadrática.
Paradójicamente, los papiros más recientes atestiguan, más que un progreso, una degradación de conocimientos, que se reducen a algunos procedimientos prácticos de cálculo y medida. Este debía ser el estado de las matemáticas egipcias en el momento en que los griegos entraron en contacto con ellas.

## Previamente
La introducción de un calendario, basado en la división del año en doce meses de treinta días y el agregado de cinco días festivos, el erguimiento de edificios monumentales perfectamente realizados, como las pirámides, sugieren , conjuntamente a una técnica avanzada, una buena apoyatura matemática, fue inventado por los egipcios. Los conocimientos actuales respecto a lo anterior están restringidos a pocas listas de ejemplos, de muestra para encumbrados funcionarios; entre los más importantes, se puede mencionar: Papiro de Moscú, Rollo de Cuero, Papiro de Rhind, redactado por Ahmés y del Papiro de Moscú que data de 1850 a. C. aproximadamente.
En el periodo predinástico de Egipto del V milenio a. C. se representaban pictóricamente diseños espaciales geométricos.

## Métodos
El punto de vista tradicional sobre el Imperio Antiguo nos dice que los egipcios dedicaron la aritmética para usos prácticos, con muchos problemas del tipo: Cómo un número de panes se pueden dividir en partes iguales entre un número de personas. Los problemas de los papiros de Moscú y Rhind se expresan en un contexto educativo, y los traductores han encontrado tres definiciones abstractas del número y otras formas más complejas de aritmética. Las tres definiciones abstractas están en la tablilla de madera de Ajmin, el EMLR y el papiro matemático de Rhind. Las formas más complejas de aritmética incluyen el uso de tablas de fracciones, así como restos de la sustracción no aditiva y de la división. Los restos son precedidos por series binarias y seguidos por un factor de posicionamiento en la tablilla de Ajmin, el PMR y otros textos.
Para la adición y la multiplicación, emplearon el método de duplicar, y de dividir por dos, un número conocido para encontrar la solución. Para la sustracción y la división emplearon otros métodos que todavía no se conocen en su totalidad. El «método de posición falsa» puede no haber sido utilizado para la división y los problemas simples del álgebra.
En el Imperio Antiguo, usaban un sistema numérico de base 10, en el Imperio Nuevo, fracciones unitarias y tablas de segundos resultados; los escribas solucionaron varios problemas matemáticos muy complejos, 84 de los cuales se explican en el papiro matemático de Rhind.
Según Heródoto, los egipcios son los padres de la Geometría, pero gracias a sus monumentos y sus papiros también sabemos hoy que disponían de un sistema de numeración adicional que les permitía trabajar con fracciones de una forma muy especial ya que el numerador siempre era la unidad.

## Descripción
Alrededor del año 2700 a. C., los egipcios introdujeron el primer sistema de numeración completamente desarrollado de base 10. Aunque no era un sistema posicional, permitió el uso de grandes números y también de fracciones en la forma de fracciones unitarias: fracciones del Ojo de Horus, y varias fracciones binarias.
En esa misma época, las técnicas egipcias de construcción incluyeron sistemas de topografía, marcando el norte por la situación del sol al mediodía. Antes del año 2000 a. C., comenzaron a aparecer referencias claras que citaban aproximaciones para π y raíces cuadradas. Las relaciones del número exacto, tablas aritméticas, los problemas del álgebra y aplicaciones prácticas con pesos y medidas también comenzaron a aparecer alrededor de 2000 a. C., con varios problemas solucionados por métodos aritméticos abstractos.

## Números
En el antiguo Egipto, fueron utilizados dos tipos de numeración. Uno, escrito en jeroglíficos, era un sistema decimal, con signos distintos para 10, 100, 1000, etc., que se usó en el periodo Predinástico. El segundo, el sistema hierático, escrito con un nuevo tipo de cifras que asimilaba un número a un símbolo,
se diferenció del sistema jeroglífico por simplificar los símbolos para poder escribir más rápido, y comenzó alrededor de 2150 a. C.
Una numeración jeroglífica tardía fue modificada y adoptada en el Periodo Romano para las aplicaciones oficiales, y las fracciones egipcias en las situaciones cotidianas.

### Números en hierático
Para los números hieráticos utilizaron un símbolo para cada número, sustituyendo las cifras que habían sido utilizadas para designar múltiplos de la unidad. Por ejemplo, utilizaban dos símbolos para escribir tres, treinta, trescientos, etcétera, en un sistema que reemplazó al modo jeroglífico.
Como la mayoría de textos administrativos y de contabilidad fue escrita en papiros u ostracas, y no grabados en piedra como los textos jeroglíficos, emplean el sistema hierático de escritura, siempre los casos encontrados de números escritos en hierático son posteriores al Imperio Antiguo. Los papiros de Abusir son una recopilación particularmente importante de textos que utilizan estos números.
Boyer demostró hace 50 años que esa escritura utilizaba un sistema de numeración diferente, usando símbolos individuales para los números 1 a 9, los múltiplos de 10 entre 10 y 90, las centenas a partir del 100 al 900, y los millares a partir de 1000 a 9000. Un número grande como 9999 se podía escribir con solamente cuatro signos, combinando los signos para 9000, 900, 90, y 9, opuestas a 36 jeroglíficos.
Dos papiros matemáticos famosos que usan la escritura hierática son el de Moscú y el de Rhind. Este último contiene ejemplos de cómo los egipcios hicieron sus cálculos matemáticos, y los números fueron designados poniendo una línea sobre la letra asociada al número que era escrito, como /A. Este método de escribir números se extendió por el Cercano Oriente, y los griegos, 1500 años más tarde, lo usaban en dos de sus alfabetos, jónico y dórico, para representar sus números: /alfa = 1, /beta = 2 y así sucesivamente. Respecto a las fracciones, los griegos escribieron 1/n como n', por lo que en la numeración y resolución de problemas los griegos adoptaron o modificaron la numeración egipcia, la aritmética y otros aspectos de las matemáticas egipcias.

## Adición y sustracción
Simplemente unían los signos para sumar.
| D54 |

| D54 |

| D55 |

| D55 |

Si los pies señalaban en la dirección de la escritura, significaban suma, si no resta.
La sustracción está descrita en el rollo de cuero EMLR (1800 a. C.), un documento que incluye cuatro métodos de adición.

## Multiplicación
La multiplicación egipcia se hacía por duplicaciones del multiplicando, y es conocido como duplicación y mediación, y se basa en la propiedad distributiva de la multiplicación.
El método utilizado solo requiere saber sumar:
Si deseamos multiplicar X por Y, siendo X mayor que Y (si no lo fuera, se procedería a invertir el orden de los factores, se trata de realizar el menor número posible de operaciones)
- En la primera columna se escribe la serie: X, 2X, 4X... (obteniendo cada cifra duplicando la precedente)
- En la segunda columna se escribe la serie: 1, 2, 4, 8...(2n < Y) (obteniendo cada cifra duplicando la precedente, hasta el último número que no supere la cifra Y)
- En la tercera columna se marcan las cifras necesarias, de la segunda columna, de tal forma que expresemos el valor de Y como la suma del menor número de sumandos. Esto se puede hacer de dos formas por adición o sustracción: Sustracción, se resta al valor de Y, o sea 14, el último valor de la columna B, que es 8, obteniendo 6. Ahora a 6 hay que restarle el mayor posible de la misma columna, en este caso 4, obteniendo 2 y se repite la operación hasta que el resultado dé 0, en este caso quedaría completado con la casilla siguiente. Adición, mentalmente se suman 8+4+2=14 y se marcan las filas pertinentes.
- El resultado es la suma de las cifras de la columna primera marcadas.

Como un corte para números más grandes, el multiplicando se puede también multiplicar inmediatamente por 10, 100, etc.
Por ejemplo, el problema 69 en el papiro de Rhind (RMP) proporciona el resultado siguiente:
| V20 · V20 · V20 · V20 · V20 · V20 · V20 · V20 |

| V20 · V20 · V20 · V20 · V20 · V20 · V20 · V20 |

| Z1 |

| Z1 |

| V20 · V20 · V20 · V20 · V20 · V20 | V1 |

| V20 · V20 · V20 · V20 · V20 · V20 | V1 |

| Z1 · Z1 |

| Z1 · Z1 |

| V20 · V20 | V1 · V1 · V1 |

| V20 · V20 | V1 · V1 · V1 |

| Z1 · Z1 · Z1 · Z1 |

| Z1 · Z1 · Z1 · Z1 |

| V20 · V20 · V1 · V1 · V1 · V20 · V20 · V1 · V1 · V1 |

| V20 · V20 · V1 · V1 · V1 · V20 · V20 · V1 · V1 · V1 |

| Z1 · Z1 · Z1 · Z1 · Z1 · Z1 · Z1 · Z1 |

| Z1 · Z1 · Z1 · Z1 · Z1 · Z1 · Z1 · Z1 |

| V20 · V20 | V1 | M12 |

| V20 · V20 | V1 | M12 |

Nota: El signo  Hecho indica las cifras intermedias que se han de sumar para obtener el resultado final: se desecha la primera línea (A = X = 80) y se detiene la operación en B = 8, ya que la siguiente cifra (16) es mayor que Y (14).
La matemática hierática del Imperio Medio mantuvo esta forma de multiplicación jeroglífica que era un sistema lento, pero seguro: al escriba le bastaba saber duplicar las cifras para hacer sus cálculos; por eso no necesitaron crear tablas de multiplicar, como luego se hizo en Mesopotamia.

## División
La división se efectuaba por el procedimiento inverso de la multiplicación: Se marcan los números de la columna B cuya suma es el dividendo, y sumando los correspondientes de la columna A se halla el cociente. Así:
| Z1 |

| Z1 |

| Z1 · Z1 · Z1 · Z1 · Z1 · Z1 · Z1 · Z1 |

| Z1 · Z1 · Z1 · Z1 · Z1 · Z1 · Z1 · Z1 |

| Z1 · Z1 |

| Z1 · Z1 |

| Z1 · Z1 · Z1 · Z1 · Z1 · Z1 | V20 |

| Z1 · Z1 · Z1 · Z1 · Z1 · Z1 | V20 |

| Z1 · Z1 · Z1 · Z1 |

| Z1 · Z1 · Z1 · Z1 |

| Z1 · Z1 | V20 · V20 · V20 |

| Z1 · Z1 | V20 · V20 · V20 |

| Z1 · Z1 · Z1 · Z1 · Z1 · Z1 · Z1 · Z1 |

| Z1 · Z1 · Z1 · Z1 · Z1 · Z1 · Z1 · Z1 |

| Z1 · Z1 · Z1 · Z1 | V20 · V20 · V20 · V20 · V20 · V20 |

| Z1 · Z1 · Z1 · Z1 | V20 · V20 · V20 · V20 · V20 · V20 |

| V20 | Z1 · Z1 · Z1 · Z1 · Z1 · Z1 |

| V20 | Z1 · Z1 · Z1 · Z1 · Z1 · Z1 |

| Z1 · Z1 · Z1 · Z1 · Z1 · Z1 · Z1 · Z1 | V20 · V20 | V1 |

| Z1 · Z1 · Z1 · Z1 · Z1 · Z1 · Z1 · Z1 | V20 · V20 | V1 |

| V20 · V20 | Z1 |

| V20 · V20 | Z1 |

Notas:
- Las columnas se detienen cuando la columna B llega al número anterior al dividendo.
- El signo  Hecho indica las cifras intermedias que se han de sumar para obtener el resultado final, aquellas que en la columna B suman 168: 128 + 32 + 8.

Cuando el cociente no es exacto, es necesario introducir las fracciones.
Así, para dividir 169 entre 8 se opera igual, pero habría que añadir 1/8 pues 21 = 16 + 4 + 1 + 1 dividido por 8. Solución 21 + 1/8
Para dividir 170 entre 8 se opera igual, pero habría que añadir 1/8 + 1/8. Solución 21 + 1/8 + 1/8 etc.

## Fracciones

### Fracciones en textos matemáticos
Los números racionales se podían también expresar, pero solamente como sumas de fracciones unitarias, es decir sumas de los inversos de los números enteros positivos, a excepción de 2/3 y de 3/4. El jeroglífico que indicaba una fracción era una boca, y significaba la «parte»:
| D21 |

| D21 |
Las fracciones eran escritas con el signo r encima del número; en notación actual: 1 como numerador, y el número escrito debajo como denominador. Así, 1/3 se representaba como:
| D21 · Z1 · Z1 · Z1 |

| D21 · Z1 · Z1 · Z1 |
Había símbolos especiales para el 1/2 y para dos fracciones, 2/3 (usado con frecuencia) y 3/4 (utilizado algo menos):
| Aa13 |

| Aa13 |

| \| \| | D22 |
|       |     |

|  |

| \| \| | D22 |
|       |     |

|  |

| \| \| | D23 |
|       |     |

|  |

| \| \| | D23 |
|       |     |

|  |
Si el denominador era demasiado grande, la «boca» era puesta al principio del «denominador»:
| D21 · V1 · V1 · V1 | V20 · V20 · V20 · Z1 |

| D21 · V1 · V1 · V1 | V20 · V20 · V20 · Z1 |
Fracciones para medidas de capacidad

El Ojo de Horus Udyat contiene los signos de los primeros números racionales.

Para las medidas agrarias de superficie y capacidad, conservaron un sistema mucho más antiguo, basado en las divisiones por dos de 1/2, fracciones representadas en el Ojo de Horus (ojo izquierdo que le fue arrancado por Seth).
Cada fracción se representaba por el jeroglífico correspondiente del ojo:
| D11 |

| D11 |

| \| \| | D12 |
|       |     |

|  |

| \| \| | D12 |
|       |     |

|  |

| \| \| | D13 |
|       |     |

|  |

| \| \| | D13 |
|       |     |

|  |

| \| \| | D14 |
|       |     |

|  |

| \| \| | D14 |
|       |     |

|  |

| \| \| | D15 |
|       |     |

|  |

| \| \| | D15 |
|       |     |

|  |

| \| \| | D16 |
|       |     |

|  |

| \| \| | D16 |
|       |     |

|  |

Por ejemplo:
| M34 |

| M34 |

| N33 · Z2ss |

| N33 · Z2ss |

| S38 |

| S38 |

| X7 · X1 |

| X7 · X1 |

| U9 |

| U9 |

| Z1 |

| Z1 |

| D12 |

| D12 |

| D13 |

| D13 |

| D15 |

| D15 |
Significa 1 + 1/4 + 1/8 + 1/32 (45/32 = 1'40625) heqat de cebada.

### Fracciones agrarias
Utilizaban un tercer sistema de notación para medir los campos:
| D43 |

| D43 |

| Z9 |

| Z9 |

| G39 |

| G39 |
Por ejemplo:
| O34 · X1 · X1 |

| O34 · X1 · X1 |

| Z9 |

| Z9 |

| G39 |

| G39 |
Significa: 1/4 + 1/8 (3/8 = 0'375) de arada.

## Repartos proporcionales
Debido al sistema económico y social, donde todo trabajador estaba a cargo del faraón o los templos, y en el cual en todo comercio o trabajo se operaba por trueque, los egipcios adquirieron una gran maestría en el manejo de fracciones.
Al escriba correspondía llevar a cabo una gran contabilidad material, tanto el registro de la producción (suministro de simientes, herramientas, materias primas y recogida de cosechas), como para el reparto de los bienes de consumo (alimentos, vestidos,) entre los miembros de las comunidades agrícolas o artesanas. Esto explica la importancia de los problemas de reparto y de la fidelidad al sistema de fracciones.
Por ejemplo, en el problema n.º 4 del Papiro de Rhind:
- Dividir 7 panes entre 10 hombres
- Tienes que multiplicar 2/3 + 1/30 por 10. Resultado, 7

| 1                          | {\displaystyle {\frac {2}{3}}} + {\displaystyle {\frac {1}{30}}}                                                       |
| 2 (*)                      | {\displaystyle 1\;} {\displaystyle {\frac {1}{3}}} + {\displaystyle {\frac {1}{15}}}                                   |
| 4                          | {\displaystyle 2\;} {\displaystyle {\frac {2}{3}}} + {\displaystyle {\frac {1}{10}}} + {\displaystyle {\frac {1}{30}}} |
| 8 (*)                      | {\displaystyle 5\;} {\displaystyle {\frac {1}{2}}} + {\displaystyle {\frac {1}{10}}}                                   |
| Total: 7 panes; está bien. | |

## Noción de calidad
Es evidente que a los egipcios les interesaba solo el aspecto práctico de la ciencia. Esto explica por qué, especialmente en los cálculos de repartimiento, los escribas tuvieran en cuenta, además del número de partes, la calidad de la mercancía. Este concepto se llamaba pesú, que significa literalmente valor de cocina, e indica el número de unidades que se puede obtener de una fanega: si el pesú de un pan es 12, significa que ese pan tiene 1/12 de fanega; el pesú de una jarra de cerveza (otro elemento fundamental en la alimentación) significa el número de jarras obtenidas de una fanega de grano. Cuanto más bajo sea el número del pesú, más fuerte es la cerveza, o más grande o compacto el pan.
Este elemento de cálculo es fundamental para remunerar los servicios, por lo cual interviene en numerosos problemas.
Por ejemplo:
- «Tres 1/2 fanegas de harina se transforman en 80 panes. Dime cuánta harina tiene cada pan y cuál es su pesú.»
- «Si te dicen: He aquí 100 panes de fuerza (pesú) 10, que hay que cambiar por panes de fuerza (pesú) 15. ¿Cuánto darás a cambio?» (Da cómo respuesta que 100 panes de 10 equivalen a 150 de 15).

Hay que observar que el valor pesú variaba en proporciones apreciables, y que los escribas a veces tenían que entregar líquidos por sólidos o viceversa.